# أوغنين لاكيتش
أوغنين لاكيتش هو لاعب كرة قدم صربي في مركز الهجوم، ولد في 1 أغسطس 1978. لعب مع أريس ليماسول وكريليا سوفيتوف سامارا ونادي دينامو تبليسي ونادي فيتيبسك وهابوعيل تل أبيب وهايدوك كولا.